# Monastero di Santa Maria di Poblet

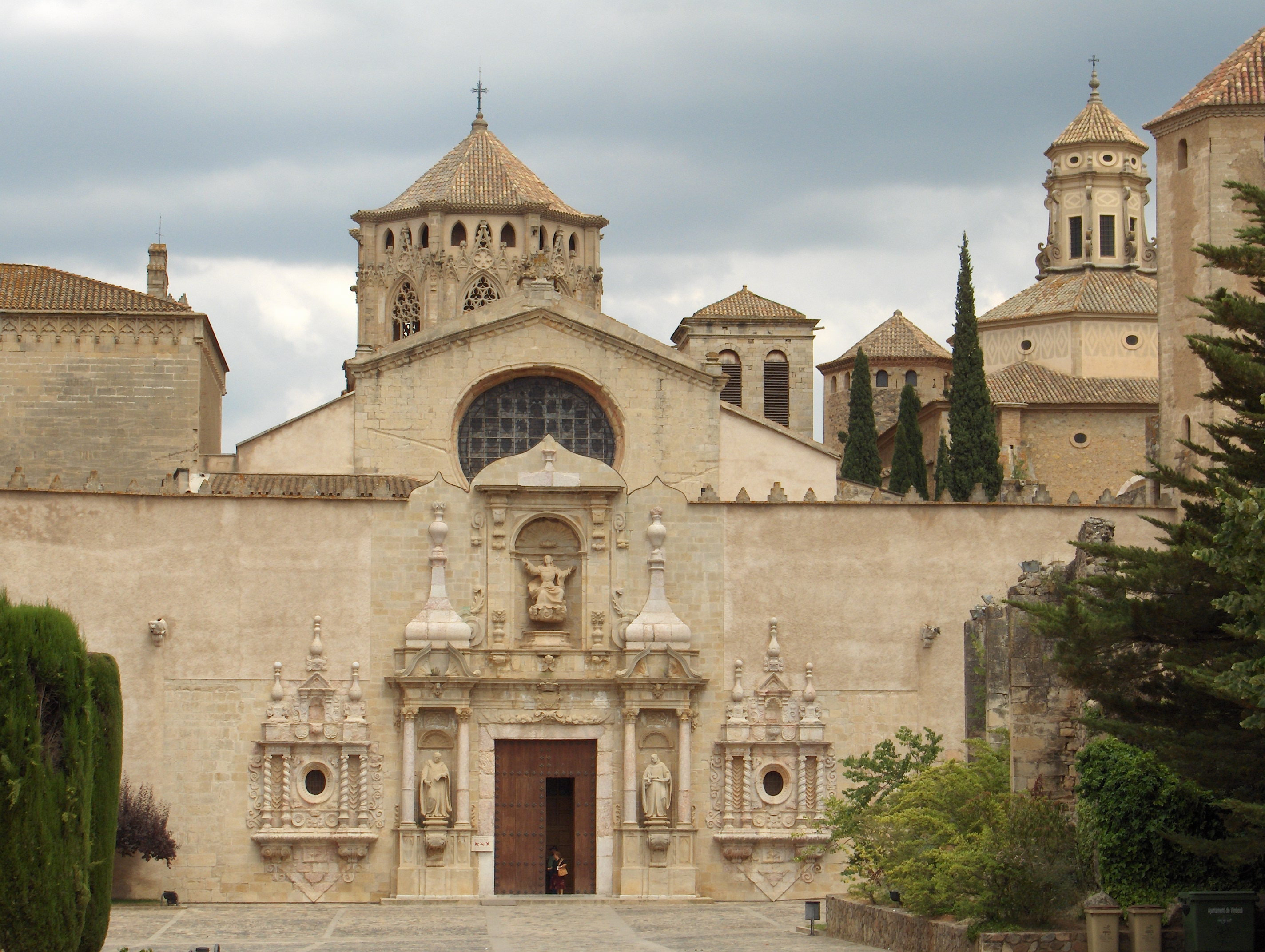
Il Monastero di Santa Maria di Poblet

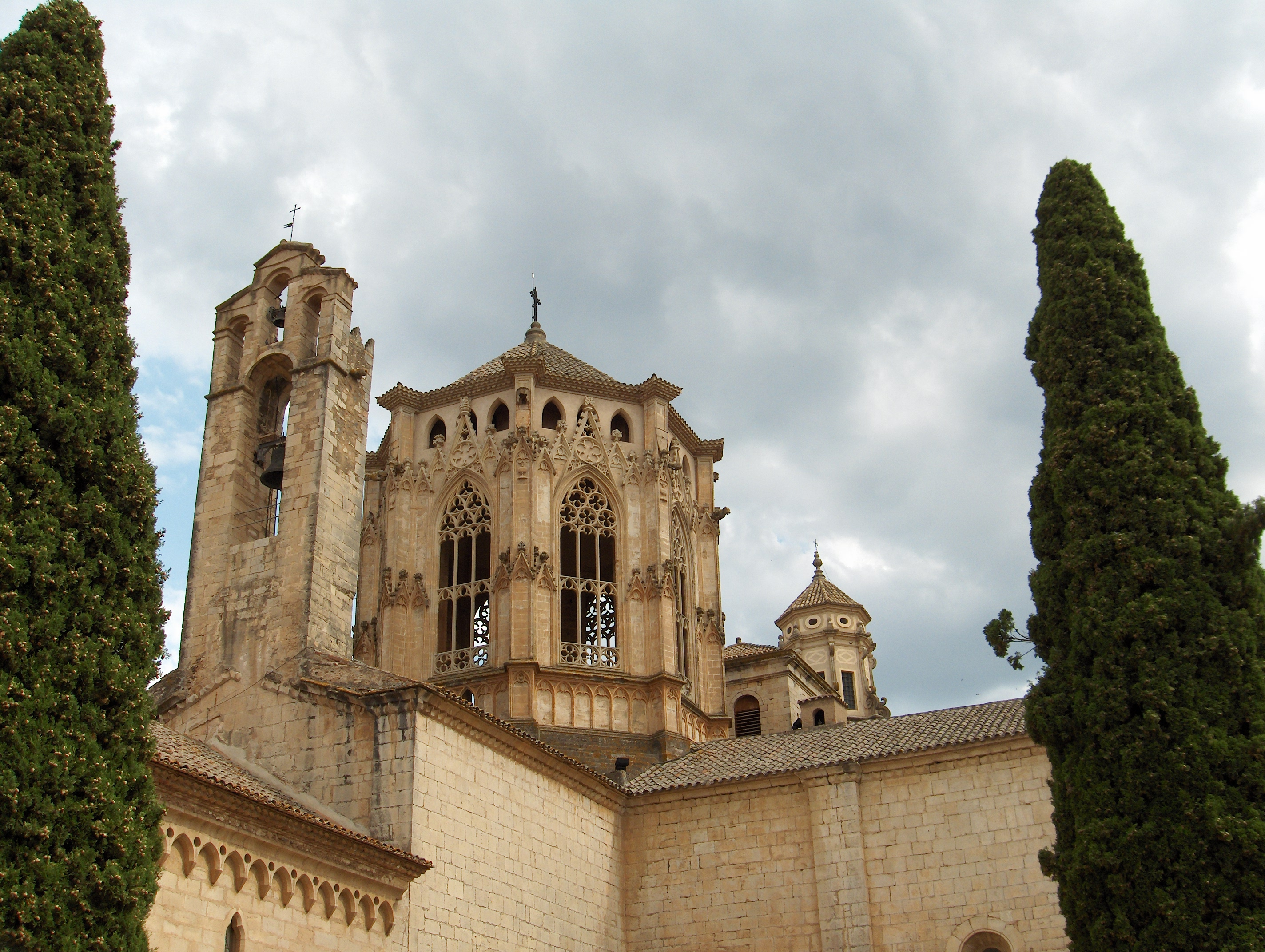
I campanili del monastero: da sinistra a destra romanico, gotico, rinascimentale e barocco

Il monastero di Santa Maria di Poblet è uno dei più importanti complessi monastici d'Europa: nella chiesa del complesso si trovano le tombe di otto sovrani della corona d'Aragona e di sei regine consorti, ed il luogo è stato dichiarato patrimonio dell'umanità dall'UNESCO nel 1991.

## Storia e descrizione
Il monastero di Poblet è situato in Catalogna nel territorio del comune di Vimbodí i Poblet e a poca distanza da l'Espluga de Francolí, a circa cento chilometri da Barcellona. Deriva il suo nome dai boschi di pioppi (in latino populetum) della zona. Rientra nel territorio dell'arcidiocesi di Tarragona.
Il nucleo originario del complesso cistercense risale al XII secolo ma la costruzione di nuovi edifici e strutture ebbe termine solo nel XVIII secolo: ciò rende Poblet, dal punto di vista architettonico, un interessante aggregato degli stili eterogenei che in tali secoli si succedettero.
Notevoli sono gli esempi nel monastero di coesistenza e passaggio dall'originario stile romanico delle costruzioni del XII secolo, a quello gotico degli edifici eretti nei due secoli seguenti.
Un esempio in tal senso si ha nel chiostro interno del monastero mentre un'immediata evidenza di tale successione di stili architettonici è riscontrabile nei quattro campanili del monastero: romanico l'originario, gotico il successivo, rinascimentale il terzo e barocco l'ultimo.
Il monastero è racchiuso in tre recinti circondati da un muro perimetrale e la clausura dei monaci benedettini si svolge oggigiorno all'interno del recinto centrale.
La storia del Monastero di Poblet iniziò nel 1151 con la donazione, da parte del conte di Barcellona Ramon Berenguer IV, di alcune terre della Conca di Barberà ai monaci all'abbazia di Fontfroide, vicino Narbona; già dal 1153 si ha testimonianza di una comunità monastica pienamente costituita a Poblet. Nel periodo del suo massimo splendore, nel XIV secolo dipendevano dal monastero di Poblet ben sette baronie comprensive di circa sessanta paesi. 
Il potere economico del monastero e la sua importanza si riflessero nella scelta da parte di Pietro IV il Cerimonioso del monastero stesso come mausoleo dei sovrani della dinastia, ben visibile nella Cappella Reale.
A seguito dello scioglimento in tutta la Spagna degli ordini monastici e della chiusura dei monasteri con la confisca delle loro terre, a causa dei decreti di desamortización adottati dal governo di Juan Álvarez Mendizábal nel 1835, il monastero venne abbandonato in tale anno e per quasi un secolo fu oggetto di saccheggi da parte della popolazione locale. Solo dopo la guerra civile spagnola, nel 1940, la vita monastica fu ripristinata.